# Constance Arndt
Constance Arndt (geboren 17. Juli 1977 in Dresden) ist eine deutsche Kommunalpolitikerin (Bürger für Zwickau). Seit 17. November 2020 ist sie Oberbürgermeisterin von Zwickau (Sachsen).

## Leben

### Jugend und Ausbildung
Constance Arndt wuchs in Dresden auf. Sie machte ihr Abitur 1996 und absolvierte eine Ausbildung zur Kauffrau. Nach unterschiedlichen Einzelhandels-Positionen in Dresden, Bayreuth und Leipzig war sie zuletzt Filialleiterin in einem Modeunternehmen in Plauen.

### Kommunalpolitik
2013 trat Arndt in die neu gegründete Wählervereinigung Bürger für Zwickau (BfZ) ein. Für diese wurde Arndt 2014 und 2019 in den Stadtrat gewählt.
2020 stellte sie sich mit vier weiteren Kandidaten zur Wahl für das Amt des Oberbürgermeisters. Die Vorgängerin im Amt Pia Findeiß (SPD) trat nicht mehr zur Wahl an. Im zweiten Wahlgang konnte sich Arndt am 11. Oktober 2020 mit 71,9 Prozent der Stimmen gegen ihre Mitbewerberin Kathrin Köhler (CDU) durchsetzen. Am 17. November 2020 fand die feierliche Vereidigung statt. 2024 wurde sie zudem in den Kreistag gewählt.
Im April 2025 veröffentlichte Constance Arndt den Erhalt einer Morddrohung mit mutmaßlich rechtsextremem Hintergrund und erstattete Strafanzeige. Der Staatsschutz hat laut dem Landeskriminalamt Sachsen die Ermittlungen aufgenommen. Sie steht unter Personenschutz.

### Engagement
Vor und nach der Amtsübernahme des Oberbürgermeisteramtes engagierte und engagiert sich Arndt in Zwickauer Körperschaften:
- bis 2014: Leitung Zwickauer Arbeitskreis „Handel“
- bis 2014: Mitarbeit im Einzelhandelsausschuss der IHK-Regionalkammer Zwickau
- bis 2019: Mitglied des Aufsichtsrats der Zwickauer Holding
- 2014–2019: Aufsichtsrätin bei der Kultur, Tourismus und Messebetriebe Zwickau GmbH (Kultour Z)

- seit 2006: Mitglied (seit 2016 Vorstandsvorsitzende) des Fördervereins Stadtmanagement e.V.
- seit 2014: Mitglied im Wirtschafts-, Umwelt- und Stadtentwicklungsausschuss
- seit 2023: Mitglied im Hochschulrat der Westsächsischen Hochschule Zwickau.[10]

Arndt pflegt die Beziehungen zu Partnerstädten in der Ukraine (Wolodymyr) und China (Yandu) persönlich. Obwohl die Zwickauer Hütte schon seit 1919 nicht mehr im Besitz der Stadt Zwickau ist, reist Arndt regelmäßig mit Vereinen nach Südtirol, um auf der Hütte das Steigerlied, mit dem die bergmännische Tradition Zwickaus zum Ausdruck gebracht wird, anzustimmen.

### Privates
Arndt lebt seit 2003 mit ihrem Lebenspartner in Zwickau-Planitz. Sie haben eine gemeinsame Tochter.